# Royal Uccle Sport Tennis Hockey Club
Royal Uccle Sport Tennis Hockey Club is een Belgische hockey- en tennisclub uit Ukkel. 

## Geschiedenis
De club werd opgericht in 1907 en sinds 1930 is er een hockeyafdeling. Deze is aangesloten bij de KBHB onder stamnummer 124. De clubkleuren zijn blauw en wit.
Zowel de mannen- als vrouwenploeg behaalde meerdere landstitel in het veldhockey. Het herenteam behaalde tweemaal de finale van de Europacup I, met name in 1976 en 1977.

## Palmares
Heren
- 13x Landskampioen (veld): 1964, 1965, 1975, 1976, 1977, 1978, 1980, 1981, 1982, 1983, 1984, 1985 en 1987
- 11x Winnaar Beker van België (veld): 1958, 1961, 1972, 1974, 1980, 1981, 1984, 1986, 1987, 2007 en 2008
- 2x finalist Europacup I: 1976 en 1977

Dames
- 23x Landskampioen (veld):: 1966, 1967, 1968, 1969, 1970, 1971, 1972, 1973, 1974, 1975, 1976, 1977, 1978, 1979, 1980, 1981, 1982, 1983, 1984, 1985, 1986, 1989 en 2009
- 16x Winnaar Beker van België (veld): 1963, 1972, 1973, 1974, 1975, 1980, 1981, 1982, 1983, 1984, 1985, 1988, 1999, 2007, 2008 en 2009
- 1x Landskampioen (zaal): 1998

## Bekende (ex-) spelers
- Louise Cavenaile
- Manu Cockelaere
- Karine Coudron
- Magali Demeyere
- Michel De Saedeleer
- Mike Dewever
- Patrick Gierts
- Sofie Gierts
- Marc Legros
- Xavier-Charles Letier
- Mallory Magnant
- Pierre-Louis Maraite
- Robert Maroye
- Guy Miserque
- Jean-Claude Moraux
- André Muschs
- Michel Muschs
- Emilie Sinia
- Bernard Smeekens
- Eric Stoupel
- Paul Urbain
- Eric Van Beuren